# Valmala (Itália)
Valmala é uma comuna italiana da região do Piemonte, província de Cuneo, com cerca de 56 habitantes. Estende-se por uma área de 10 km², tendo uma densidade populacional de 6 hab/km². Faz fronteira com Brossasco, Busca, Melle, Roccabruna, Rossana, Venasca, Villar San Costanzo.

## Demografia
| Variação demográfica do município entre 1861 e 2011                               |
|                                                                                   |
| Fonte: Istituto Nazionale di Statistica (ISTAT) - Elaboração gráfica da Wikipedia |